# スパイラルゾーン
『スパイラルゾーン』（Spiral Zone） は1985年にバンダイが発売した、アクションフィギュアを核とする男児向け玩具シリーズ。
これを原案として小説・漫画・アニメが作られた。

## 企画
『モビルスーツバリエーション』等のガンプラに深く関わりバンダイと親密な関係にあったストリームベースの小田雅弘と、漫画家で『機動戦士Ζガンダム』のデザインワークにも参加した近藤和久により企画された。
デザインワークは小田と近藤、そして大河原邦男の手で行われた。『機動戦士ガンダム』を初めとするリアルロボットアニメの影響で市場に受け入れられる素地が出来上がっていた、SF色の強いミリタリズム表現を前面に出すことでホビーユーザーに対しアピールする作品を目指した。

## 展開
プロテクトスーツ（コスチューム）バリエーションに合わせてアクションフィギュアが3種、フィギュアに装着するバックパック・ユニット、一輪バイク「モノシード」等が発売されたのみで展開を終了している。
ホビー事業部から発売されたため、当時の玩具としては珍しく、細かいパーツは購入者に自分でランナーから切り取って取り付けさせるなど、プラモデル寄りの商品だった。サイズこそ違えど、ミリタリー色の濃いデザインや、様々なバリエーションを持つコスチュームの着せ替えが可能なアクションフィギュア、それを乗せられる様々なギミックを持つメカなど、着想や展開の原点にはG.I.ジョーを彷彿とさせるものがあった。
フィギュアの素体は非常に可動部が多く汎用性も高かったため、展開終了後も『聖闘士星矢』の「フルアクションセイント」シリーズ（主人公の装着するペガサスクロスのアニメ初期版と、ゴールドクロスで最も人気の高かったサジタリウス、黄金聖闘士編で最強の敵だったジェミニの3種が発売）や『仮面ライダーBLACK』の「フルアクション仮面ライダーBLACK」などに転用されている。その後ユタカから、アクションフィギュア素体としても販売された。
なお、当時のバンダイの他のキャラクター同様にSDによる展開も行われ、ガシャポン「スパゾン倶楽部」として商品化された。ABS樹脂製のフィギュアのマスクは、脱着可能で造型はリアルであり、さらに前述のアクションフィギュアに被せることができた。

## 小説版
ターゲット層へのアピールを目的として、玩具を原案とする小説がバンダイの情報誌『模型情報』に掲載された。作者は伊藤和典。キャラクターデザインは高田明美、挿絵は北爪宏幸が担当。その後、バンダイ文庫キャラクターノベルズの第一弾として刊行。
後にワーナー・パイオニアから、楽曲とサウンドドラマを収録した小説版のイメージアルバムが発売された。音楽は渡辺俊幸が、テーマソング『Till The End Of The World』と『RAIN』の歌唱は亜蘭知子が担当。このアルバムのダイジェスト版を収めたカセットテープと、小説版の前半部分に相当するエピソードを収録したペーパーバックス形態の冊子とのセットが、『模型情報』誌上で通信販売された。また、FM横浜の『FMアニメストリート』のコーナーとしてラジオドラマが放送されている。

## 漫画『バトルスコーピオンK』
小説版と同じく『模型情報』に掲載。作品展開を行う際に小説版と掲載を競ったパイロット版（連載企画検討のために執筆された、第1部の展開をダイジェスト的に描いた作品。小説版が第1部を終了し、第2部に移行する際の中休み期間に特別掲載された）と、小説版終了後に連載された外伝作品『バトルスコーピオンK』が存在する。いずれも作者は北崎拓。
『バトルスコーピオンK』は、腕利きのスコーピオン（この世界における傭兵の別称）・Kの活躍を描いた作品。小説版と比べ、ヒロイックでダイナミックなアクション描写を主体としている。また、ストーリーの面でもKにまつわる秘密を描く事で、独特の世界観を提示した。ただし、特異空間・ゾーンや、ゾーンが人体に及ぼす影響といったガジェットは小説版に準じており、同一の作品世界で展開されている事を明確に描いていた。
作中には実際に発売されたプロテクトスーツ（カラーリングは漫画オリジナル）やバックパック等が登場、Kのパートナーとなるヒロインが装着していた。『模型情報』読者からは、藤田一巳デザインによるKのプロテクトスーツ発売を要望する声も多かったが、従来のアクションフィギュアではなく、ガシャポン『スパゾン倶楽部』でのディフォルメ人形が唯一の商品化となっている。

### 『バトルスコーピオンK』の登場人物
K （けい）
一匹狼のスコーピオン。本名は梓 桂（あずさ けい）。かつては超能力者を集めた特殊部隊「レイザーバック（闇の猪）」に所属していたが、自身の恋人ロミナを含む部隊全員を殺害してしまい、現在でもその出来事に起因するトラウマに苦しんでいる。普段は冷静に任務を遂行するが、時折、自らの内に秘める破壊衝動を抑えきれなくなる。その理由についてはK自身も全く分からないが、これは彼の身体の秘密に深く関わる部分であり、先述のトラウマとなった出来事にも深く関わっている。特殊部隊出身のため、スコーピオンとしての腕前は一流。「レイザーバック」時代から、オリジナルデザインのプロテクトスーツ（通称：Kスーツ）を着用している。
ティム
Kの任務のパートナーとして、依頼主が指定した女スコーピオン。Kとともに任務に参加する。実はKの動きを監視するためのスパイであるが、任務とは別に、人間としてのKに対して興味を抱いていく。スコーピオンとしての腕前は劣るものの、面倒見はいい。本人いわく『家庭的な女』。ピンクに塗装されたプロテクトスーツ・センチネルベアを着用する。

## テレビアニメ
1987年9月21日から12月18日まで、アニメがアメリカでシンジケートで放映された。小説版に存在した「謎の異空間・ゾーン」という設定のみが活かされ、日本版とは異なるフィギュアシリーズが展開された。全65話。
日本では、1988年10月31日・11月30日・12月に当時のNHKエンタープライズの提携により鎌倉スーパーステーション（現・JSDSS）が販売を手掛ける「NHK VOOK（ビジュアルヴック）」ブランドで全15巻30話分の日本語吹き替え版としてVHSソフトとして発売され、後に1990年6月1日 - 6月30日・1993年1月22日 - 3月8日にNHK衛星第2で全話放送された。

### 登場人物

#### ゾーンライダー
- ダーク・カレッジ大佐（CV：ダン・ギルヴェザン/吹替版：池水通洋）
- マックス・ジョーンズ少尉（CV：ハル・レイル/吹替版：）
- ウォルフガング・"タンク"・シュミット曹長（CV：ニール・ロス/吹替版：）
- ヒロ・タカ大尉（CV：マイケル・ベル/吹替版：）
- カテリーナ・アナスタシア伍長（CV：モナ・マーシャル/吹替版：井上喜久子）
- ネッド・タッカー大尉（CV：フランク・ウェルカー/吹替版：）
- ベンジャミン・デイヴィス・"ベン"・フランクリン大尉（CV：ハル・レイル/吹替版：）

#### MCC（ミッション・コマンド・セントラル）
- スティーブン・マクファーランド将軍（CV：デニー・デルク/吹替版：筈見純）
- ハロルド・ローレンス博士（CV：フランク・ウェルカー/吹替版：）

#### ブラック・ウィドウ
- オーバーロード/ジェームズ・ベント（CV：ニール・ロス/吹替版：佐藤正治）
- バンディッド（CV：ニール・ロス/吹替版：）
- ダッチェス・ダイアー（CV：モナ・マーシャル/吹替版：稀代桜子）
- レイザーバック（CV：フランク・ウェルカー/吹替版：戸谷公次）
- ロウミート（CV：フランク・ウェルカー/吹替版：）
- リーパー（CV：デニー・デルク/吹替版：）
- クルック
- ジーン・デュプレイ
- リチャード・ウェルト

### 登場メカ

#### ゾーンライダー
- リムファイア
- アーマーコンバットバイク

#### ブラックウィドウ
- ブルウィップキャノン
- スレッジハンマー

### メインスタッフ
- エグゼクティブプロデューサー - ドナルド・クシュナー、ピーター・ロック、エドGRILES、レイ・ヴォルペ、マーク・ルドク（TONKA）
- 監督 - ピエール・デセル、ジョルジュ・グラマ
- エグゼクティブ・ストーリーエディター - ジム・カールソン、テレンス・マクドネル
- ストーリーエディター - マーク・エデンス
- アートディレクター - チャールズZEMBILLAS
- アートコーディネーター - グレッグ・デビッドソン
- 美術監督 - 新井寅雄
- 色彩設計 - 浜下栄
- 撮影監督 - 森田俊明
- 音響監督 - ダイアナ・ドルー・ボッツフォード
- アニメーション制作担当 - 蔭山康生、キム・キルウン
- アソシエイトアニメーションプロデューサー - 石黒光一、ネルソン・シン
- アソシエイトプロデューサー - スー・ハミルトン
- アシスタントプロデューサー - ブレンダ・K・カイル
- プロデューサー - ダイアナ・ドルー・ボッツフォード
- アニメーション制作協力 - ビジュアル80、AKOM
- 製作 - アトランティック/クシュナー・ロック、マルチーズ・カンパニー

### 各話スタッフ
- 演出 - 三吉勝、山田和彦、内田祐司、日下部光雄、大町繁、村山靖、浦田保則、近藤英輔、キム・アンディ、キム・ソンピル、ホン・ジェホ、オ・ヘンスン、キム・ナクジョン、チョ・ホンチュル、キム・インヨン

### エピソードリスト[2]
| 話数 （日本） | サブタイトル                     | 放送日 （日本） |
| ------------- | -------------------------------- | --------------- |
| 1             | 発進!ゾーンライダー              | 1990年 6月1日   |
| 2             | 悪魔の小箱                       | 6月2日          |
| 3             | 恐怖のシュミレーション           | 6月4日          |
| 4             | ブレイクアウト                   | 6月5日          |
| 5             | ハリケーン大作戦                 | 6月6日          |
| 6             | 激闘ロシア平原                   | 6月7日          |
| 7             | ゾーントレインを守れ             | 6月8日          |
| 8             | 逆転!ジャングル作戦              | 6月9日          |
| 9             | 世界最強の男                     | 6月11日         |
| 10            | フーバーダムの謎                 | 6月12日         |
| 11            | 車イスの少女                     | 6月13日         |
| 12            | 花を探せ!                        | 6月14日         |
| 13            | 科学者・ローシャック             | 6月15日         |
| 14            | コンピューター・ハッカー         | 6月16日         |
| 15            | アマゾンのジャングル             | 6月18日         |
| 16            | 大統領誘拐                       | 6月19日         |
| 17            | 砂漠の島                         | 6月20日         |
| 18            | カテリーナ・危機一髪             | 6月21日         |
| 19            | シャトルエンジン                 | 6月22日         |
| 20            | S・O・Sホンコン救済作戦          | 6月23日         |
| 21            | パナマ運河・ゾーン化の危機       | 6月25日         |
| 22            | サムライVSオーバーロード         | 6月26日         |
| 23            | 謎の天才科学者                   | 6月27日         |
| 24            | ミステリアスな女                 | 6月28日         |
| 25            | 王になりたくない男               | 6月29日         |
| 26            | ホームタウン・ヒーロー           | 6月30日         |
| 27            | オーバーロード絶体絶命!!         | 1993年 1月22日  |
| 28            | 究極の新兵器!!                   | 1月23日         |
| 29            | ミサイル基地を救え               | 1月25日         |
| 30            | トランスポート・ロボット         | 1月26日         |
| 31            | シカゴを救え!                    | 1月27日         |
| 32            | 砂漠の勇者                       | 1月28日         |
| 33            | オーバーロードの息子             | 1月29日         |
| 34            | 秘密指令、"オーバーロードを消せ" | 1月30日         |
| 35            | 暴かれたトップシークレット       | 2月1日          |
| 36            | 新人ゾーンライダー誕生           | 2月2日          |
| 37            | 大西洋を守れ                     | 2月3日          |
| 38            | オーバーロードへの反逆           | 2月4日          |
| 39            | ゾーン衛星打ち上げを阻止せよ     | 2月5日          |
| 40            | ジェネレーター工場爆破作戦       | 2月6日          |
| 41            | パワープレイ                     | 2月8日          |
| 42            | コンビネーション                 | 2月9日          |
| 43            | 大爆発まであと一秒               | 2月10日         |
| 44            | ロボット・ゾーンライダー         | 2月11日         |
| 45            | アイソトープを取り戻せ           | 2月12日         |
| 46            | パリの死闘                       | 2月13日         |
| 47            | いたずらの天才たち               | 2月15日         |
| 48            | 雪原の激闘                       | 2月16日         |
| 49            | 暗黒への入り口                   | 2月17日         |
| 50            | 静かなる音楽                     | 2月18日         |
| 51            | 地中海をにらむ山                 | 2月19日         |
| 52            | ねらわれた兵器工場               | 2月20日         |
| 53            | 傷だらけのゾーンライダー         | 2月22日         |
| 54            | 氷上の悪夢                       | 2月23日         |
| 55            | ダッチェスの罠                   | 2月24日         |
| 56            | 兄弟の絆                         | 2月25日         |
| 57            | ハッピー・バースディ             | 2月26日         |
| 58            | カテリーナの苦悩                 | 2月27日         |
| 59            | 勇敢なる人々                     | 3月1日          |
| 60            | 裁決の日                         | 3月2日          |
| 61            | 忍び寄る悪夢                     | 3月3日          |
| 62            | 許されざる敵                     | 3月4日          |
| 63            | 幻惑の戦士                       | 3月5日          |
| 64            | MCC本部を奪還えよ                | 3月6日          |
| 65            | 死へのカウントダウン             | 3月8日          |